# 成東郵便局
成東郵便局（なるとうゆうびんきょく）は千葉県山武市にある郵便局。民営化前の分類では集配特定郵便局であった。

## 概要
住所：〒289-1399 千葉県山武市津辺72-1

## 沿革
- 1873年（明治6年） - 成東郵便取扱所として開設[1]。
- 1875年（明治8年）1月1日 - 成東郵便局（五等）となる。
- 1885年（明治18年）6月10日 - 貯金取扱を開始。
- 1890年（明治23年）12月16日 - 為替取扱を開始。
- 1966年（昭和41年）2月22日 - 電話交換業務を東金電報電話局に移管[2]。
- 1994年（平成6年）3月28日 - 緑海郵便局から集配業務を移管。
- 2001年（平成13年）10月29日 - 山武郡成東町成東2496-3から同町津辺72-1に移転。
- 2007年（平成19年）10月1日 - 民営化に伴い、併設された郵便事業東金支店成東集配センターに一部業務を移管。
- 2012年（平成24年）10月1日 - 日本郵便株式会社発足に伴い、郵便事業東金支店成東集配センターを成東郵便局に統合。
- 2024年（令和6年）3月18日 - 松尾郵便局および蓮沼郵便局から集配業務を移管。

## 取扱内容
- 郵便、印紙、ゆうパック、内容証明
- 貯金、為替、振替、振込、国際送金、国債
- 生命保険、バイク自賠責保険
- ゆうちょ銀行ATM
- 山武市内の一部地域の集配業務

## 周辺
- 山武市役所
- 成東図書館
- 国道126号

## アクセス
- JR総武本線・東金線 成東駅から徒歩約5分
- ちばフラワーバス 成東車庫（車庫前）停留所もしくは東町停留所下車
- 千葉東金道路 山武成東ICから南東へ約4km
- 駐車場あり：10台